# Эрскин, Чарльз
Ча́рльз Э́рскин (лат. Carolus Erskine, англ. Charles Erskine; 13 февраля 1739, Рим, Папская область — 20 марта 1811, Париж, Первая империя) — итальянский куриальный кардинал, церковный сановник и дипломат. Кардинал-протектор Шотландии с 22 января 1804 по 20 марта 1811. Про-секретарь апостольских бреве с 28 марта 1803 по 20 марта 1811. Кардинал-дьякон с 23 февраля 1801, с титулярной диаконией Санта-Мария-ин-Портико-Кампителли с 28 марта 1803 по 20 марта 1811.
Один из самых образованных клириков своего времени. Свободно владел пятью языками. Талантливый юрист и дипломат, он был первым чрезвычайным послом Святого Престола в Лондоне после Реформации.

## Биография

### Семья и образование
Чарльз Эрскин родился в Риме 13 февраля 1739 года в семье Колина Эрскина и Агаты, урождённой Джильи. По отцовской линии он был внуком шотландских аристократов — Александра Эрскина из Кеймбоу, 2-го баронета и леди Энн Эрскин, дочери Александра Эрскина, 3-го графа Келли и Энн Килпатрик. По материнской линии происходил из итальянского дворянского рода Джильи из Ананьи.
Отец Чарльза был якобитом и познакомился с его матерью в Риме, где находился в вынужденной эмиграции. Он умер, когда Чарльз был ещё ребёнком. С ранних лет ему покровительствовал кардинал Генрих Бенедикт Стюарт, герцог Йоркский. Образование Чарльз получил в Шотландском колледже в Риме, окончив который, имел успешную адвокатскую практику. В 1770 году он защитил степень доктора юридических наук в университете Сапиенца. Свой первый церковный бенефиций Чарльз получил спустя шесть лет. До начала церковной карьеры он некоторое время служил аудитором у князей Киджи.

### Церковная карьера
В 1782 году римский папа Пий VI назначил его своим про-аудитором и укрепителем веры на процессах по беатификации и канонизации, а также каноником собора святого Петра. Уже в следующем году он получил место судьи Верховного трибунала апостольской сигнатуры милости, был назначен прелатом римского папы и деканом коллегии адвокатской консистории. 28 августа 1783 года его рукоположили в субдьяконы.
В октябре 1793 года Чарльз был послан в качестве папского легата в королевство Великобритании. Одной из задач его миссии было прояснение возможности союза между Лондоном и Римом против Французской Республики. Талант дипломата помог ему установить прекрасные отношения с британским королевским двором и министерствами. Чарльз добился монаршей протекции для французских беженцев-клириков на территории королевства. Он урегулировал конфликт между апостольским викарием и местными католиками и снизил градус антикатолических настроений в протестантской стране.
Во время пребывания Чарльза в Лондоне римский папа назначил его полномочным аудитором, а в 1795 году дал ему дополнительные полномочия, как чрезвычайному послу. Речь Чарльза по случаю смерти понтифика, прочитанная им во время поминальной мессы в Лондоне 16 ноября 1799 года, стала первой такой речью со времени Реформации. Считавший конкордат с Французской Республикой ущемляющим интересы Римско-католической церкви в этой стране, Чарльз, тем не менее, во исполнение его условий просил французских епископов-беженцев на территории королевства Великобритании уйти на покой. На просьбу откликнулись только пятеро из четырнадцати иерархов. В декабре 1801 года Чарльз покинул Лондон. По пути в Рим он остановился в Париже, где присутствовал во время утверждения конкордата Законодательным корпусом и Трибунатом. 

### Поздние годы
Чарльз вернулся в Рим в октябре 1802 года. Здесь 17 января 1803 года он был официально возведён в сан кардинала-дьякона. Ранее римский папа Пий VII присвоил ему это звание тайно на консистории 23 февраля 1801 года. 28 марта 1803 года Чарльз получил титулярную дьяконию при церкви Санта-Мария-ин-Кампителли. Как член Священной Конгрегации пропаганды веры, он курировал вопросы, касавшиеся британских католиков. По этой причине римский папа назначил его кардиналом-протектором Шотландии и Шотландского колледжа в Риме. Он был рукоположен в сан дьякона 22 января 1804 года.
Во время вторжения французской армии в Рим, Чарльз остался в Квиринальском дворце, вместе с римским папой. 14 сентября 1808 года он получил место про-секретаря апостольских бреве. Когда Пий VII был взят под стражу Чарльзу было позволено выйти на свободу, но его имущество было разграблено. Ему угрожала нищета, от которой кардинала спасла помощь шотландских родственников-протестантов. В 1809 году поступил приказ императора Наполеона I доставить его в Париж. Больной, Чарльз страдал ревматизмом в области поясницы, в январе 1810 года был вынужден покинуть Рим. По прибытии в Париж, кардинал слёг, и по этой причине присутствовал только на гражданской церемонии бракосочетания императора и отсутствовал на обряде венчания. Чарльз Эрскин умер 20 марта 1811 года от апоплексии. После панихиды в церкви святого Фомы Аквината в Париже, он был похоронен в церкви святой Геновефы, ныне являющейся Пантеоном.